# Viskontita
La viskontita és un mineral de la classe dels sulfats.

## Característiques
La viskontita és un sulfat de fórmula química Pb₅Cu₂(SO₄)₃(SeO₃)(OH)₆. Va ser aprovada com a espècie vàlida per l'Associació Mineralògica Internacional en el mes de juliol de l'any 2023, i encara resta pendent de publicació. Cristal·litza en el sistema ortoròmbic. És l'anàleg amb selenit de la caledonita. Químicament és similar a la munakataïta i a la tombstoneïta.
L'exemplar que va servir per a determinar l'espècie, el que es coneix com a material tipus, es troba conservat a les col·leccions del Museu Mineralògic Fersmann, de l'Acadèmia de Ciències de Rússia, a Moscou (Rússia), amb el número de registre: 6008/1.

## Formació i jaciments
Va ser descoberta al mont 1004, situat al volcà Tolbàtxik, dins el krai de Kamtxatka (Rússia). Aquest indret és l'únic a tot el planeta on ha estat descrita aquesta espècie mineral.